# وزارت خوشبختی
وزارت خوشبختی (عربی: وزير الدولة للسعادة وجودة الحياة) یک وزارتخانه در هیئت دولت امارات متحده عربی است. این وزارتخانه برنامه‌ها و سیاست‌های امارات متحده عربی برای دستیابی به جامعه ای شادتر و خوشبخت‌تر نظارت می‌کند. مسئولیت این دفتر «همسویی و هدایت سیاست‌های دولت برای ایجاد رضایت اجتماعی است. در ۱۰ فوریه ۲۰۱۶، شیخ محمد بن راشد آل مکتوم، نخست‌وزیر امارات متحده عربی، از طریق حساب توییتر خود، اوحود الرومی را به عنوان اولین وزیر خوشبختی کشور انتصاب کرد. این انتصاب در جریان اجلاس سالانه دولت جهانی دبی اعلام شد. او گفت: «این آغاز یک سفر جدید موفق و بخشش به مردم است و از خداوند می‌خواهیم که ما را در خدمت و مراقبت از آنها یاری دهد.»

## برنامه ها
در سال اول خود (2016)، به عنوان بخشی از برنامه کلی شادی و مثبت اندیشی ملی، وزیر خوشبختی تعدادی از برنامه ها و ابتکارات را راه اندازی کرد. برخی از این موارد عبارتند از:
- دفاتر شاد و مثبت
- فرمول شادی مشتری
- شوراهای شادی و مثبت اندیشی
- ساعات شادی و مثبت
- مدال قهرمانان شادی و مثبت
- کارکنان شادی مشتری
- مراکز شادی مشتری
- اعلامیه شادی و مثبت امارات